# François Christophe de Kellermann
François Christophe de Kellermann, francoski maršal, * 1735, † 1820.